# Giovanni Pietro Naldini

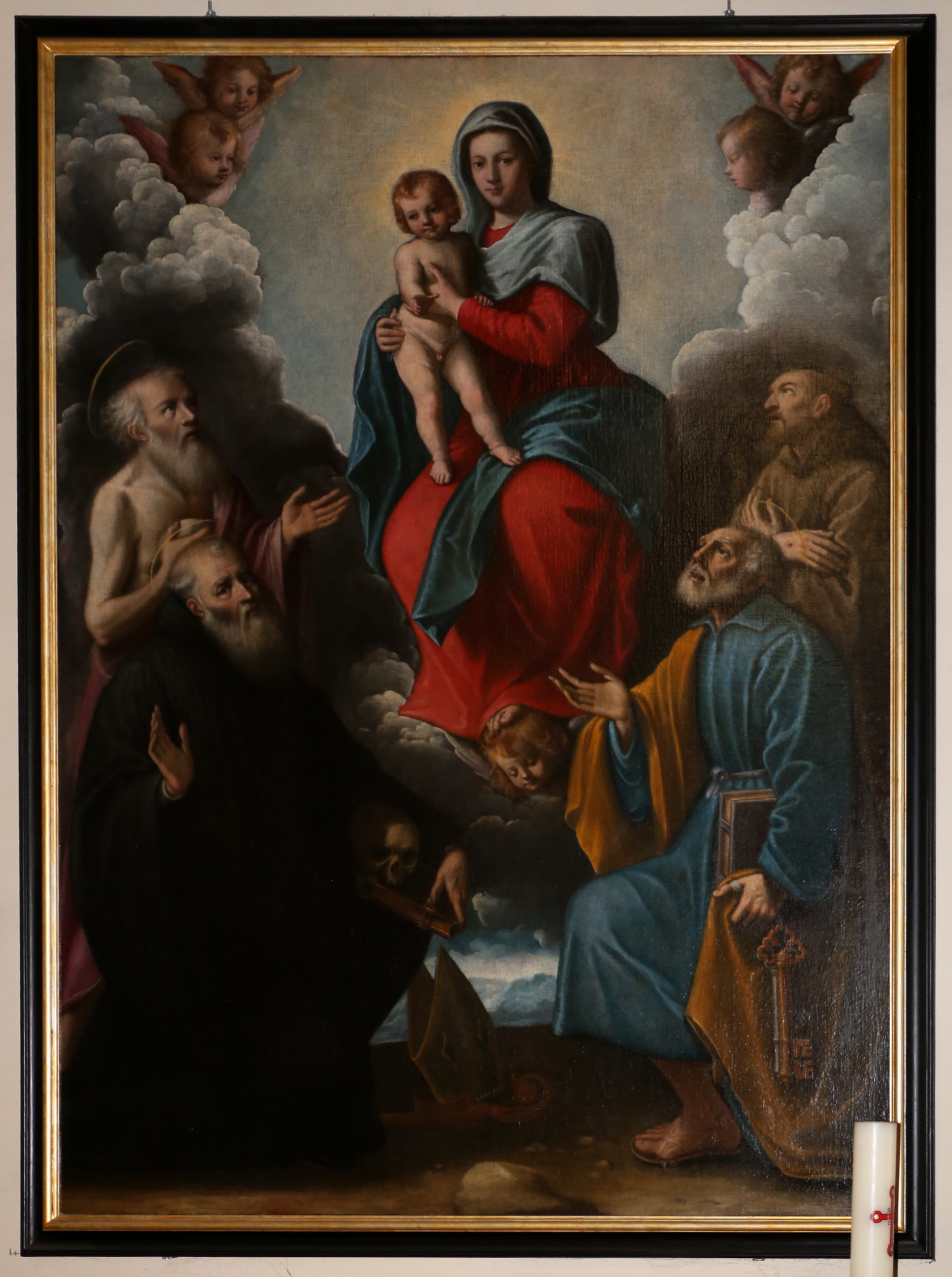
Madonna in gloria tra santi e cherubini, chiesa di San Giovanni Battista (Signa)

Giovanni Pietro Naldini (Settignano, 1580 – Prato, 1642) è stato un pittore italiano.

## Biografia
Figlio di Domenico Naldini, si formò sotto la guida di Jacopo Ligozzi, venendo ricordato in alcune fonti come suo collaboratore all'inizio del Seicento. Nel 1601 si era immatricolato all'Accademia del Disegno di Firenze, di cui fu membro fino al 1628, quando si trasferì a Prato restandovi fino alla morte. Qui lavorò alacremenete, diventando protagonista della pitura locale per la prima metà del secolo e producendo soprattutto pale d'altare riformate e ritratti. 
Il suo stile risente della formazione presso il Ligozzi, aggiornato alle novità dei maggiori protagonisti della pittura controriformata fiorentina, quali Cosimo Gamberucci, il Passignano, l'Empoli e Francesco Curradi.